# Jack Mendelsohn
Jack Mendelsohn, född 8 november 1926 i Brooklyn i New York, död 25 januari 2017, var en amerikansk serietecknare, manusförfattare och illustratör. Han har nominerats till Emmy Award, och arbetat med TV-serier som Rowan & Martin's Laugh-In, Three's Company, The Carol Burnett Show och Teenage Mutant Ninja Turtles. 2004 tilldelades han Lifetime Achievement Award.